# 李太白集
《李太白集》，舊稱《草堂集》，僅十卷，唐李陽冰編並序。宋真宗咸平中（998年－1003年），樂史別得李白詩歌十卷，合為《李翰林集》二十卷，凡七百七十六篇，又纂雜著為《別集》十卷，皆已失傳。宋英宗治平中（1064年－1067年），宋敏求（次道）得王溥（文獻）及唐魏顥所纂李白詩，又集唐類書及石刻所傳，和李陽冰集所編，共一千一篇（四庫藏本），曾鞏乃考其先後而編次之。今本三十卷，當即曾鞏所編本。
今本《李太白集》三十卷。《四部叢刊》影印明刊本，為元楊齊賢集注、蕭士斌補注。新興書局影印本《李太白詩文集》三十卷同前本。又清王琦注《李太白集》三十卷（附錄六卷），有原刻本及光緒卅四年上海掃葉山房石印本。台灣台北有河洛出版社影印王琦本。今人瞿蜕園《李白集校注》，集校勘、注釋、評箋為一編，最為完善，有里仁書局影印本。
近代詹鍈《李白作品辨偽》一文，綜合前人各家之說，斷為非李白的作品者，有下列各篇：
《長干行》第二首
《少年行》
《去婦詞》
《僧伽歌》
《草書行歌》
《述德兼陳情上哥舒大夫》
《留別賈舍人至》
《送別》
《謁老君廟》
《觀放白鷹》第三首
《軍行》
《三五七言》
《戲贈杜甫》
《代佳人寄翁參樞先輩》
《比干碑》
《菩薩蠻》
《憶秦娥》

## 公有領域著作、維基共享資源
- 唐 李白 撰 元 楊齊賢 集注 元 蕭士贇 補注 四部叢刊 集部 景蕭山朱氏藏 明 郭雲鵬刊本 補註《李太白詩》(一)。
- 唐 李白 撰 元 楊齊賢 集注 元 蕭士贇 補注 四部叢刊 集部 景蕭山朱氏藏 明 郭雲鵬刊本 補註《李太白詩》(二)。
- 唐 李白 撰 元 楊齊賢 集注 元 蕭士贇 補注 四部叢刊 集部 景蕭山朱氏藏 明 郭雲鵬刊本 補註《李太白詩》(三)。
- 唐 李白 撰 元 楊齊賢 集注 元 蕭士贇 補注 四部叢刊 集部 景蕭山朱氏藏 明 郭雲鵬刊本 補註《李太白詩》(四)。
- 唐 李白 撰 元 楊齊賢 集注 元 蕭士贇 補注 四部叢刊 集部 景蕭山朱氏藏 明 郭雲鵬刊本 補註《李太白詩》(五)。

- 唐 李白 撰 元 楊齊賢 集注 元 蕭士贇 補注 四部叢刊 集部 景蕭山朱氏藏 明 郭雲鵬刊本 補註《李太白詩》(六)。
- 唐 李白 撰 元 楊齊賢 集注 元 蕭士贇 補注 四部叢刊 集部 景蕭山朱氏藏 明 郭雲鵬刊本 補註《李太白詩》(七)。
- 唐 李白 撰 元 楊齊賢 集注 元 蕭士贇 補注 四部叢刊 集部 景蕭山朱氏藏 明 郭雲鵬刊本 補註《李太白詩》(八)。
- 唐 李白 撰 元 楊齊賢 集注 元 蕭士贇 補注 四部叢刊 集部 景蕭山朱氏藏 明 郭雲鵬刊本 補註《李太白詩》(九)。
- 唐 李白 撰 元 楊齊賢 集注 元 蕭士贇 補注 四部叢刊 集部 景蕭山朱氏藏 明 郭雲鵬刊本 補註《李太白詩》(十)。